# ノガイ・オルダ

ノガイ・オルダ

15世紀末頃のノガイ・オルダが存在した地域

ノガイ・オルダは、15世紀から16世紀にかけて存続したジョチ・ウルスの継承政権のひとつ。カフカス北部からカスピ海北岸を中心としてキプチャク草原の一角を支配した。
ジョチ・ウルス東部の有力者であったマンギト（マングィト）部のエディゲとヌラディン（ヌールッディーン）の父子が実質上の建国者である。「ノガイ」の名は他称であって、彼ら自身は支配者の部族名を取ってマンギトと称した。ノガイの名の由来は確実ではないが、普通には13世紀後半にジョチ・ウルス右翼（西部）の有力者であったジョチの曾孫ノガイに関係していると見られている。

## 政権の構造
ノガイ・オルダはエディゲの家系を盟主とする部族の連合体であり、エディゲの出身部族であるマンギト部のほかにコンギラト（クングラト）など諸部族が加わっていた。
創始者のエディゲはチンギス・カンの男系子孫ではなく、そのため当時の慣習によってハーン（ハン）に即位することはなかった。16世紀の前半頃まで、エディゲとその子孫たちはジョチの十三男トカ・テムルの後裔をハンに推戴しており、自身はベグ（ビー）あるいはアミール（エミール）の称号しか名乗らなかったが、彼らはノガイ・オルダの事実上の君主として支配した。また、多くの遊牧政権がそうであるように、次第に創始者エディゲの子孫が枝分かれして小集団の支配者になっていったが、彼らは「アミールの子」を意味するミルザ（ムルザ）という称号を名乗った。

## 歴史
ノガイ・オルダは、14世紀末から15世紀の初頭頃にエディゲによって形成された。エディゲは中央アジアの支配者ティムールの支援を受けたジョチ・ウルスの王族トクタミシュと敵対し、トクタミシュとティムールが対立するとティムールと協力、トクタミシュを破って勢力を拡大した。1398年には、トクタミシュとは別系統の王族テムル・クトルクをハンに擁立し、彼からジョチ・ウルスのアミールたちの長に任命された。
エディゲの勢力圏は、ヴォルガ川とウラル川の間のカスピ海北岸にあった。エディゲが1419年に殺害された後は、後を継いだヌラディンのもとで、ノガイ・オルダの勢力はウラル川やヴォルガ川を越えて、東はアラル海北岸から西はアゾフ海東岸にも及んだ。15世紀の中頃以降、ノガイ・オルダの支援するティムール・クトルクの後裔はヴォルガ川下流域にアストラハン・ハン国を興しており、ノガイ・オルダの勢力がこの地域で安定していたことがわかる。
ノガイ・オルダは、ヌラディンの孫ムサ（ムーサー）の支配していた15世紀の後半頃には最盛期を迎えた。またこの頃、ノガイ・オルダに属する遊牧諸部族は「ノガイ」と称されるようになり、タタール、ウズベク、カザフなどと呼ばれるようになった周辺の別の政権に属するジョチ・ウルス後裔の人々とは区別されるようになった。
しかし同じ頃にはノガイ・オルダの権力分立も進み、16世紀中頃には大ノガイ、小ノガイなどいくつかの勢力に分裂した。この頃、ノガイの周辺ではクリミア半島を中心に黒海北岸を支配するクリミア・ハン国とその後ろ盾であるオスマン帝国、ヴォルガ川上流から南下をはかるモスクワ大公国（ロシア）の二大勢力があり、ノガイのミルザたちはクリミアとモスクワのいずれと結ぶかの選択を迫られていた。親モスクワ派であるムサの子イスマイル（イスマーイール）の子孫が率いてヴォルガ川の西側を支配した勢力は大ノガイ、親クリミア派であるイスマイルの兄ユスフ（ユースフ）の子孫が率いてアゾフ海の北岸を支配した勢力は小ノガイとなり、ノガイの王家もここに分裂したのである。
またこの時期、1556年にユスフが戦没した頃から、ノガイ・オルダは部族組織の解体が進み、多くのノガイ人がロシアやクリミア・ハン国領へと移住したり、中央アジアに散ってカザフ人やカラカルパク人に加わっていった。
16世紀にロシアの保護下に入ったノガイ人は、ロシアの戦役に積極的に協力し、ロシア西部国境における国境警備隊の充足源となった。1563年1月には、それまでロシア人とノガイ人の協力がクリミア・ハン国などタタールとの戦いに限られていた原則が崩され、ロシア軍に大量編入されたノガイ人騎兵隊がポロツク遠征に投入された（リヴォニア戦争）。これ以降、ロシアにおけるノガイはタタールとともにロシアへの同化の道を歩んでいる。
南の草原に残ったノガイも、徐々に弱体化していく運命をたどる。小ノガイは一貫してクリミア・ハン国と密接な関係を結びつづけ、次第にクリミア・タタール人に同化していった。拡大を続けるロシアの後ろ盾を得ていた大ノガイもビーが複数乱立するようになって分裂が進み、内部抗争が繰り返された。17世紀前半にはチベット仏教徒の遊牧民オイラトのトルグート部（カルムイク）がヤイク川（現ウラル川）を渡って大ノガイの勢力圏に現われ、ノガイの人々を追ってノガイ・オルダの故地を占拠した。この事件によってノガイの解体はますます進み、1642年、故郷を失った大ノガイはロシアに臣従、ノガイ・オルダは最終的に解体した。
ノガイ・オルダの解体後も、クリミア・ハン国支配下の黒海・アゾフ海北岸にはクバン・ノガイ、ジェディシクル・ノガイ、ブジャク・ノガイ、ジャンボイルク・ノガイ、ジェドサン・ノガイなどの諸集団があり、クバン川からドニエストル川に至る諸地域に拡散していた。彼らはロシアやポーランドへの襲撃を繰り返す勇猛な集団であったが、17世紀後半にはロシアの南部防衛体制確立によって力を失った。そして18世紀後半のクリミア・ハン国滅亡によってその土地はロシア人やウクライナ人の入植者に奪われ、クリミアやドブロジャ、アナトリアなどに移住していったため、19世紀の後半にはほとんど姿を消している。
現在、ノガイの名を残している集団は、北カフカスのダゲスタンに居住するノガイ人のみである。

## 文化
ノガイ・オルダの遊牧民たちは、他のジョチ・ウルスの遊牧民と同じく、イスラム教を信仰していた。エディゲの後裔たちはそのイスラム信仰をチンギス・ハーンの血を引かないマンギト部の家系と結びつけ、エディゲをアブー・バクルの20代目の子孫とする系譜すら作り出している。
クリミア・ハン国やカザフ・ハン国のような周辺の諸政権と異なり、現在では直系の後裔がほとんど残っていないノガイ・オルダであるが、彼らの伝えていたと思われるノガイ・オルダの歴史伝承は、英雄叙事詩の形で離散したノガイ人たちが同化した中央ユーラシア各地のテュルク系諸民族の間で語り継がれ、「ノガイ体系」と呼ばれる叙事詩群として残されている。